# Лесной Хлебичин
Лесно́й Хлеби́чин (укр. Лісний Хлібичин) — село в Отынийской поселковой общине Коломыйского района Ивано-Франковской области Украины.
Население на 2024 год составляло 2268 человек. Почтовый индекс — 78234. Телефонный код — 3433.